# Kristallen 2019
Kristallengalan 2019 ägde rum 30 augusti 2019. Den sändes i SVT1. Programledare var  Babben Larsson och David Sundin.
Priserna i fyra av kategorierna (Årets program, Årets kvinnliga programledare, Årets manliga programledare och Årets sport-tv-profil) röstadess fram av tittarna under direktsändningen av galan medan priserna i de andra kategorierna utsågs av en jury. Kristallens styrelse utser även en hederspristagare och ett specialpris. Kristallen meddelade den 16 augusti vilka som var nominerade. Årets program blev Bäst i test, årets manliga programledare blev David Hellenius, årets kvinnliga programledare blev Sanna Nielsen, årets hederspris gick till Sven Melander och juryns specialpris till Primetime.

## Vinnare och nominerade

### Program och serier
| Årets program - Bäst i test (SVT) - Mandelmanns gård (TV4) - På gränsen med Peter Jihde (TV3) - Wahlgrens värld (Kanal 5) | Årets underhållningsprogram - Alla mot alla med Filip och Fredrik (Kanal 5) - Bäst i test (SVT) - Let's Dance (TV4) - På spåret (SVT) - Talang (TV4) |
| Årets tv-drama - Störst av allt (Netflix) - Bonusfamiljen (SVT) - Bröllop, begravning och dop (TV4/C More) - Det som göms i snö (Kanal 5) - Systrar 1968 (SVT)                                                                                       | Årets sportproduktion - Champions League-studion (Viaplay/TV6) - Fotbolls-VM 2018 (TV4/C More) - SHL-studion/Hockey-lördag (TV4/C More) - Handbolls-VM (Viaplay/TV3) - E-allsvenskan (Dplay)                                                                           |
| Årets barnprogram - Livet i mattelandet (UR) - Djurverket (UR) - Sagasagor (Viaplay) - Storm på lugna gatan (SVT) | Årets dokumentärprogram - Filmen om Alexander (Kanal 5) - Klassen (Barnkanalen) - Josefin Nilsson - Älska mig för den jag är (SVT) - Anders, jag och hans 23 andra kvinnor (SVT) - Stieg Larsson - Mannen som lekte med elden (TV4/C More) - Tjock-Steffe (TV4/C More) |
| Årets dokusåpa - Kockarnas kamp (TV4) - Paradise Hotel (TV3/Viafree) - Vinnarskallar (TV4) - Allt för Sverige (SVT) - Superstars 2019 (Kanal 5) | Årets fakta och samhällsprogram - 36 dagar på gatan (SVT) - Tjafs! (Viafree) - Jenny och Steffo träffar partiledarna (TV4) - Under burkan (Expressen TV) - Trolljägarna (TV3)                                                                                          |
| Årets granskning - Swedbank & penningtvätten ur Uppdrag granskning (SVT) - De osynliga barnen ur Kalla fakta (TV4) - Nagelfixarna ur Uppdrag granskning (SVT) - Utanför laget ur Kalla fakta (TV4) - FN & mörkläggningen ur Uppdrag granskning (SVT) | Årets humorprogram - Enkelstöten (TV4/C More) - Dips (SVT) - Finaste familjen (TV4/C More) - Leif & Billy (SVT) - Helt perfekt (Kanal 5) |
| Årets livsstilsprogram - Sofias Änglar (Kanal 5) - Arvinge okänd (SVT) - Middag med mitt ex (TV3) - Vem bor här? (SVT) - Världens sämsta indier? (SVT)                                                                                               | Årets nyheter - och aktualitetsprogram - Svenska nyheter (SVT) - 200 sekunder (Viafree/Aftonbladet.se) - Börsmorgon-rapportextra (DI TV) - Efter fem (TV4) - IS svenskarna korrespondenterna (SVT)                                                                     |
| Årets realityprogram - Gift vid första ögonkastet (SVT) - SOS Sverige (Kanal 5) - Lerins lärlingar i Brasilien (SVT) - Superungar (UR) - Wahlgrens värld (Kanal 5)                                                                                   | Årets nyskapande/förnyare - Den stora älgvandringen (SVT) - Jenny och Steffo träffar partiledarna (TV4) - Nedsläckt land (SVT) - Partiledardebatten i Gävle (TV4) - Tjafs! (Viafree)                                                                                   |

### Personer
| Årets kvinnliga programledare - Sanna Nielsen (SVT) - Rebecca Stella (TV3) - Sofia Wistam (Kanal 5) - Tilde de Paula Eby (TV4) | Årets manliga programledare - David Hellenius (TV4) - David Sundin (SVT) - Johnnie Krigström och Mattias Särnholm (Kanal 5) - Peter Jihde (TV3) |
| Årets kvinnliga skådespelerska i en tv-produktion - Hanna Ardéhn som Maria "Maja" Norberg i Störst av allt (Netflix) - Helena Bergström som Grace i Bröllop, begravning och dop (TV4/C More) - Ia Langhammer som Barbro Svensson i Det som göms i snö (Kanal 5) - Josefin Neldén som Margareta "Maggan" Nilsson i Vår tid är nu (SVT) - Mikaela Knapp som Karin i Systrar 1968 (SVT) | Årets manliga skådespelare i en tv-produktion - Robert Gustafsson som Peter Wendel i Det som göms i snö (Kanal 5) - Felix Sandman som Sebastian "Sibbe" Fagerman i Störst av allt (Netflix) - Jens Hultén som George i Systrar 1968 (SVT) - Mattias Nordkvist som Gustaf Löwander i Vår tid är nu (SVT) - Rolf Lassgård som Erik Bäckström i Jägarna (TV4/C More) |
| Årets tv-personlighet - Mia Skäringer (SVT) - Hanna Marklund (TV4) - Lars Lerin & Junior (SVT) - Marcus Oscarsson (TV4) - Pernilla Wahlgren och Bianca Ingrosso (Kanal 5) | Årets hederspris - Sven Melander |

### Juryns specialpris
- Primetime